# Бачков, Николай Мефодиевич
Николай Мефодиевич Бачков (1 мая 1911, Ферзиковский район — 26 мая 1996, Ялта, АР Крым) — советский военно-морской деятель, контр-адмирал.

## Биография
Родился 1 мая 1911 года[по какому календарю?] в деревне Анненка (ныне — Ферзиковского района Калужской области). В 1929 году окончил первую единую советскую трудовую школу 2-й ступени в Калуге (ныне — средняя школа № 5).
В октябре 1932 года был призван на воинскую службу и направлен на Черноморский флот.
После окончания Учебного отряда служил на крейсере «Червона Украина» под командованием А. Ф. Леера и Н. Г. Кузнецова, будущего Народного Комиссара ВМФ СССР.
Окончил курсы командного состава Черноморского флота (декабрь 1933 — декабрь 1935), получил назначение на Амурскую военную флотилию. Был командиром БЧ-3 (январь — май 1936), помощником командира рейдового тральщика «Ленинград» (сентябрь 1936 — май 1937), «Харьков» (июнь 1937 — февраль 1938). Окончил минный отдел Специальных курсов командного состава ВМФ (02.-09.1938).
Временно исполнял должность командира охраны водного района главной базы (09.1938-03.1939), помощник командира рейдового тральщика «Ленинград».
В Великую Отечественную войну — начальник штаба и командир отдельного дивизиона траления и заграждения Амурской военной флотилии. В апреле 1943 года во главе группы командиров Амурской военной флотилии Н. Бачков был направлен на стажировку, для приобретения боевого опыта по борьбе с минами на Волжскую военную флотилию. Под Сталинградом принял участие в тралении массированных постановок мин самолётами противника на Волге. Служба траления выполняла важную и ответственную задачу в 1943 году. Они обеспечивали безопасность судоходства по Волжско-Каспийской магистрали, по которой перевозилось более 60 % всех грузов, доставляемым по внутренним водным путям. В конце 1943 года вернулся на Амур.
В 1945 году участвовал в войне с Японией. 19 августа с прибытием кораблей Амурской военной флотилии в Харбин завершилась Сунгарийская наступательная операция.
Начальник штаба Дунайской военной флотилии, позднее — командир бригады траления. До конца 1947 года выполнял задачу траления Дуная и его притоков. При взрыве мин был дважды тяжело контужен.
Окончил основной факультет Военно-морской академии имени К. Е. Ворошилова (11.1947 — 12. 1950). Член КПСС с 1949 года.
В 1952 году Николая Бачкова назначили на должность начальника штаба Краснознаменной Амурской военной флотилии. С сентября того же года командовал этой флотилией до её расформирования в 1956 году.
В 1956—1960 годах — командующий Дунайской военной флотилией. 6 апреля 1957 года — контр-адмирал.
В 1961—1963 годах — начальник Ленинградского Нахимовского военно-морского училища.
В марте 1963 года был назначен начальником штурманско-гидрографического факультета Высшего военно-морского училища имени М. В. Фрунзе.
В декабре 1964 года уволен в отставку по болезни. Вместе с женой, Ниной Дмитриевной, жил в Ялте. В 1970-80 годах Николай Мефодиевич вел просветительскую работу в ялтинском ДОСААФ по военно-патриотическому воспитанию молодежи.
Умер в Ялте 26 мая 1996 года. Похоронен на Ливадийском кладбище в Ялте.

## Награды
- два ордена Красного Знамени (1945[2], ...)
- два ордена Отечественной войны I степени (23.02.1948[3], 6.04.1985[4])
- два ордена Красной Звезды (23.7.1944[1], ...)
- медаль «За боевые заслуги» (3.11.1944)[1]